# 斯特拉特福 (新澤西州)
斯特拉特福（英語：Stratford）是位於美國新澤西州康登縣的自治市鎮。

## 人口
根據2020年美國人口普查的數據，斯特拉特福的面積為4.07平方千米，皆為陸地。當地共有人口6981人，而人口密度為每平方千米1,715人。